# بسر بن ابی‌ارطاة
بُسر بن ارطات (عربی: بُسر بنِ أبی أرطأة) (۷ ه.ق - ?) از فرماندهان سپاه معاویه بود. کنیه‌ی او ابوعبدالرحمن یا ابوعبدالله بود. او در شهر مدینه متولد شد و در زمان خلافت عمر و عثمان در فتوحات مسلمانان در شام و مصر شرکت داشت. او در نبرد صفین از فرماندهان سپاه شام در لشکرکشی‌هایی موسوم به غارات بود که بعد از این نبرد به دستور معاویه به سرزمین‌های تحت حکومت علی بن ابی‌طالب حمله کرد. او با سپاهی به حجاز و یمن حمله برد و اموال مردم مدینه را غارت کرد و شیعیان را به قتل رساند. بسر در مکه مردم را مجبور به بیعت با معاویه کرد. بسربن ارطات در دیگر نواحی عربستان و یمن هم شیعیان را به قتل رساند و بیش از سی هزار نفر از مردم، از جمله دو فرزند عبیدالله بن عباس را به قتل رساند. در این جنگ عبیدالله بن عباس فرار کرد. همچنین پس از خلافت معاویه، در سال ۴۲ قمری به فرمان معاویه به مدینه رفت و افرادی را که در قتل عثمان نقش داشتند، به‌قتل رساند. بر طبق روایات، او دچار زوال عقل شد و با شمشیر چوبی به اشیاء حمله‌ور می‌شد. برخی گفته‌اند که این بیماری به دلیل نفرین علی‌بن ابیطالب بود. احتمالاً او در زمان معاویه یا عبدالمک بن مروان یا ولید بن عبدالملک درگذشته است.